# Liste des aéronefs actuels des forces armées des États-Unis
Ceci est la liste des aéronefs qui sont utilisés dans les forces armées des États-Unis. La liste est d’abord découpée en fonction des branches de l’armée américaine puis en fonction du type d’appareil. Plusieurs interventions sur l'article n'ont pas tenu compte de la date.

## United States Air Force

### Avions
| Aéronef                              | Photo | Origine    | Rôle                                                | Version                    | Quantité en 2013 | Note |
| ------------------------------------ | ----- | ---------- | --------------------------------------------------- | -------------------------- | ---------------- | --- |
| A-10 Thunderbolt II                  |       | USA        | Avion d'attaque au sol                              | A-10C                      | 343              | En 2011, on prévoit qu'il soit en service dans l'USAF jusqu'en 2028, où ils seront complètement remplacés par les F-35A  |
| AC-130 Spectre                       |       | USA        | Avion d'attaque au sol                              | AC-130J                    | 31               | AC-130 H/U/W retirés du service,                                                                                         |
| B-1 Lancer                           |       | USA        | Bombardier (avion)                                  | B-1B                       | 66               | Seul bombardier supersonique en activité dans l'U.S. Air Force. 45 en ligne en 2024                                      |
| B-2 Spirit                           |       | USA        | Bombardier (avion)                                  | B-2A                       | 20               | 21 construit, un détruit dans un accident le 23 février 2008. 1 en Californie, 19 à la base de Whiteman dans le Missouri |
| B-52 Stratofortress                  |       | USA        | Bombardier (avion)                                  | B-52H                      | 76               | En service jusqu'en 2045.                                                                                                |
| C-5 Galaxy                           |       | USA        | Avion de transport militaire                        | C-5M                       | 52               | Les C-5A/B/C ont été mis à jour en C-5M Supergalaxy,                                                                     |
| C-12 Huron                           |       | USA        | Avion de transport militaireAvion de reconnaissance | C-12CC-12DC-12FC-12JMC-12W | 1662441          | |
| C-17 Globemaster III                 |       | USA        | Avion de transport militaire                        | C-17A                      | 223              | Livraison entre 1993 et 2013.                                                                                            |
| Learjet C-21                         |       | USA        | Transport de passagers                              | C-21A                      | 47               | |
| C-26 Metroliner                      |       | USA        | Avion de transport militaire                        | C-26B RC-26                | 11               | |
| Boeing C-32                          |       | USA        | Transport de passagers                              | C-32AC-32B                 | 62               | Entrée en service en juin 1998                                                                                           |
| Gulfstream C-37                      |       | USA        | Transport de passagers                              | C-37AC-37B                 | 92               | |
| Gulfstream C-38                      |       | USA        | Transport de passagers                              | C-38A                      | 2                | |
| C-40 Clipper                         |       | USA        | Transport de passagers                              | C-40BC-40C                 | 47               | |
| C-130 Hercules                       |       | USA        | Avion de transport militaire                        | C-130EC-130H               | 13265            | |
| C-130J Super Hercules                |       | USA        | Avion de transport militaire                        | C-130JC-130J-30            | 1079             | 129 appareils prévus, |
| C-144                                |       | Spain      | Avion de transport militaire                        | CN-235-100M                | 2                | 427th SOS |
| PZL C-145 Skytruck                   |       | Poland     | Avion de transport militaire                        | M28                        | 10               | 318th SOS, Cannon AFB,                                                                                                   |
| C-146                                |       | Germany    | Avion de transport militaire                        | C-146A                     | 5                | 524th SOS |
| E-3 Sentry                           |       | USA        | Airborne command and control aircraft (en)          | E-3BE-3C                   | 2210             | un E-3B utilisé pour test                                                                                                |
| Boeing E-4                           |       | USA        | Airborne command-and-control aircraft (en)          | E-4B                       | 4                | |
| E-8 Joint STARS                      |       | USA        | Airborne command-and-control aircraft (en)          | E-8C                       | 16               | Un E-8C utilisé pour test                                                                                                |
| E-9A Widget                          |       | USA Canada | Avion de reconnaissance                             | E-9A                       | 2                | |
| Northrop Grumman E-11A               |       | USA Canada | Battlefield Airborne Communications Node            | E-11A                      | 4                | |
| EC-130H Compass Call                 |       | USA        | Avion de guerre électronique                        | EC-130H                    | 14               | |
| EC-130J Commando Solo III            |       | USA        | Avion de guerre électronique                        | EC-130JEC-130SJ            | 34               | |
| F-15 Eagle                           |       | USA        | Avion de chasse                                     | F-15CF-15D                 | 22232            | Régulièrement mise à jour pour rester en service jusqu’en 2025, il sera remplacé par le F-22A.                           |
| F-15E Strike Eagle                   |       | USA        | Avion de chasse                                     | F-15E                      | 219              | Régulièrement mise à jour pour rester en service jusqu’en 2025, il sera remplacé par le F-35A                            |
| F-16 Fighting Falcon                 |       | USA        | Avion de chasse                                     | F-16C/D                    | 1245             | Doit être remplacé par le F-35A.                                                                                         |
| F-22 Raptor                          |       | USA        | Avion de chasse                                     | F-22A                      | 195              | 8 en test et 187 opérationnels.                                                                                          |
| F-35 Lightning II                    |       | USA        | Avion de chasse                                     | F-35A                      | 90               | En cours de production (1763 prévus), 13 appareils actuellement en test.                                                 |
| HC-130 Combat King/Combat King II    |       | USA        | Avion de recherche et sauvetage                     | HC-130NHC-130PHC-130J      | 10232            | 37 HC-130J prévus |
| KC-10 Extender                       |       | USA        | Avion ravitailleur                                  | KC-10A                     | 59               | Devrait être remplacé par le KC-Y. mais il restera en service probablement jusqu'en 2043                                 |
| KC-135 Stratotanker                  |       | USA        | Avion ravitailleur                                  | KC-135RKC-135T             | 36354            | Doit être remplacé par le KC-46                                                                                          |
| LC-130 Hercules                      |       | USA        | Avion de transport militaire                        | LC-130H                    | 10               | |
| MC-130 Combat Talon II/Combat Shadow |       | USA        | Avion de transport militaire                        | MC-130PMC-130J             | 274              | 37 MC-130J prévus MC-130H retirés du service                                                                             |
| OC-135 Open Skies                    |       | USA        | Avion de reconnaissance                             | OC-135B                    | 3                | |
| Boeing RC-135                        |       | USA        | Avion de reconnaissance                             | RC-135SRC-135URC-135V/W    | 3217             | |
| T-1 Jayhawk                          |       | USA        | Avion d'entraînement                                | T-1A                       | 178              | |
| T-6 Texan II                         |       | USA        | Avion d'entraînement                                | T-6A                       | 446              | |
| T-38 Talon                           |       | USA        | Avion d'entraînement                                | T-38A(A)T-38BT-38C         | 546448           | |
| T-41 Mescalero                       |       | USA        | Avion d'entraînement                                | T-41C                      | 4                | |
| Cessna T-51                          |       | USA        | Avion d'entraînement                                | T-51A                      | 3                | |
| Diamond T-52                         |       | Canada     | Avion d'entraînement                                | T-52A                      | 20               | |
| Cirrus T-53                          |       | USA        | Avion d'entraînement                                | T-53A                      | 3                | |
| U-2 Dragon Lady                      |       | USA        | Avion de reconnaissanceAvion d'entraînement         | U-2STU-2S                  | 265              | |
| Pilatus U-28                         |       | Suisse     | Utility aircraft                                    | U-28A                      | 19               | |
| Boeing VC-25                         |       | USA        | VIP Transport                                       | VC-25A                     | 2                | Utilisé comme avion présidentiel                                                                                         |
| WC-130 Hercules                      |       | USA        | Avion de reconnaissance météorologique              | WC-130HWC-130J             | 10               | |
| WC-135 Constant Phoenix              |       | USA        | Avion de reconnaissance météorologique              | WC-135                     | 2                | |

### Hélicoptère
| Aéronef         | Photo | Origine | Rôle                                  | Version      | Quantité | Note |
| --------------- | ----- | ------- | ------------------------------------- | ------------ | -------- | ---- |
| HH-60 Pave Hawk |       | USA     | Hélicoptère de recherche et sauvetage | HH-60GHH-60U | 994      |      |
| UH-1N Twin Huey |       | USA     | Hélicoptère de transport              | UH-1N        | 62       |      |
| UH-1 Iroquois   |       | USA     | Hélicoptère de transport              | UH-1H        | 3        |      |
| TH-1 Iroquois   |       | USA     | Hélicoptère d'entrainement            | TH-1H        | 27       |      |

### Avion à décollage et atterrissage court ou vertical
| Aéronef                   | Photo | Origine | Rôle                  | Version | Quantité | Note                |
| ------------------------- | ----- | ------- | --------------------- | ------- | -------- | ------------------- |
| de Havilland Canada UV-18 |       | Canada  | Utility STOL aircraft | UV-18B  | 3        |                     |
| CV-22 Osprey              |       | USA     | Cargo VTOL aircraft   | CV-22B  | 17       | 50 appareils prévus |

### Autre appareil
| Aéronef                   | Photo | Origine | Rôle                              | Version  | Quantité | Note                            |
| ------------------------- | ----- | ------- | --------------------------------- | -------- | -------- | ------------------------------- |
| Mil Mi-8                  |       | URSS    | Hélicoptère                       | Mi-8VT   | 6        | Pour évaluation                 |
| Mikoyan-Gourevitch MiG-29 |       | URSS    | Avion de chasse / Avion multirôle | MiG-29UB | 3        | Pour évaluation                 |
| Soukhoï Su-27 Flanker     |       | URSS    | Avion de chasse                   | Su-27UB  | 2        | Pour évaluation et entrainement |

## United States Army

### Avion
| Aéronef          | Photo | Origine     | Rôle                                         | Version            | Quantité | Note                                             |
| ---------------- | ----- | ----------- | -------------------------------------------- | ------------------ | -------- | ------------------------------------------------ |
| CL-650 (ARTEMIS) |       | Canada      | Intelligence, Surveillance et Reconnaissance | CL-650             | 2        | modified CL-650; N488CR c/n 6140, N9191 c/n 5312 |
| C-12 Huron       |       | USA         | Avion de transport militaire                 | C-12CC-12DC-12F    | 171417   |                                                  |
| Gulfstream C-20  |       | USA         | Avion de transport militaire                 | C-20C              | 4        |                                                  |
| C-26 Metroliner  |       | USA         | Avion de transport militaire                 | C-26E              | 11       |                                                  |
| C-31 Troopship   |       | Netherlands | Avion de transport militaire                 | C-31A              | 2        |                                                  |
| Gulfstream C-37  |       | USA         | Avion de transport militaire                 | C-37AC-37B         | 21       |                                                  |
| EO-5             |       | Canada      | Avion de reconnaissance                      | EO-5C              | 5        | Précédemment désigné comme RC-7B                 |
| RC-12 Huron      |       | USA         | Avion de reconnaissance                      | RC-12DRC-12HRC-12K | 12618    |                                                  |
| Cessna UC-35     |       | USA         | Avion de transport                           | UC-35AUC-35B       | 207      |                                                  |

### Hélicoptère
| Aéronef          | Photo | Origine       | Rôle                               | Version            | Quantité  | Note                                    |
| ---------------- | ----- | ------------- | ---------------------------------- | ------------------ | --------- | --------------------------------------- |
| AH-6 Little Bird |       | USA           | Hélicoptère d'attaque              | MH/AH-6M           | 51        |                                         |
| AH-64 Apache     |       | USA           | Hélicoptère d'attaque              | AH-64AAH-64D       | 107619,   |                                         |
| CH-47 Chinook    |       | USA           | Hélicoptère de transport           | CH-47DCH-47F       | 39448     | 464 nouveaux CH-47F doivent être livrés |
| EH-60 Black Hawk |       | USA           | Hélicoptère de guerre électronique | EH-60A             | 64        |                                         |
| MH-47 Chinook    |       | USA           | Hélicoptère multi-mission          | MH-47DMH-47EMH-47G | 112327    |                                         |
| MH-60 Black Hawk |       | USA           | Hélicoptère multi-mission          | MH-60KMH-60L       | 2335      |                                         |
| UH-60 Black Hawk |       | USA           | Hélicoptère de transport           | UH-60AUH-60LUH-60M | 751592100 | 1227 appareils planifiés                |
| UH-72 Lakota     |       | USA Allemagne | Hélicoptère de transport           | UH-72A             | 250       | 345 appareils planifiés                 |

### STOL
| Aéronef          | Photo | Origine | Rôle               | Version | Quantité | Note |
| ---------------- | ----- | ------- | ------------------ | ------- | -------- | ---- |
| DHC-6 Twin Otter |       | Canada  | Avion de transport | UV-18A  | 6        |      |

### Autre appareil
| Aéronef       | Photo | Origine  | Rôle                                              | Version | Quantité | Note                                     |
| ------------- | ----- | -------- | ------------------------------------------------- | ------- | -------- | ---------------------------------------- |
| Antonov An-26 |       | URSS     | Transport multirôle                               |         | 3        |                                          |
| Antonov An-2  |       | URSS POL | Transport                                         |         | 1        |                                          |
| Mil Mi-24     |       | URSS     | Hélicoptère d'attaque avec capacités de transport |         | 1        | Acquis en Allemagne pour l'entrainement. |

## United States Coast Guard

### Avion
| Aéronef             | Photo | Origine | Rôle                            | Version               | Quantité | Note |
| ------------------- | ----- | ------- | ------------------------------- | --------------------- | -------- | --- |
| HC-27 Spartan       |       | Italie  | Avion de transport              | HC-27J                | 14       | En service depuis avril 2016. |
| Gulfstream C-37     |       | USA     | Avion de transport              | C-37A                 | 2        | Les deux USCG VC-37As servent de transport VIP pour les membres de haut rang du Ministère de la Sécurité Intérieure et des Garde-côte américains. Ils utilisent la désignation Coast Guard 01 et Coast Guard 02. |
| HC-130 Hercules     |       | USA     | Avion de recherche et sauvetage | HC-130BHC-130HHC-130J | 5226     | La flotte d’avion Hercule des Garde-côtes inclut actuellement cinq HC-130H (1500 série), 22 HC-130H-7 (1700 series) et six modèles HC-130J. La plupart des HC-130BS doivent être remplacés par le HC-130Js. |
| HC-144 Ocean Sentry |       | Espagne | Avion de recherche et sauvetage | HC-144                | 16       | Le HC-144A doit assumer la surveillance et transport en remplacement du HU-25 et de certains HC-130s. Spécialisé dans la recherche et le sauvetage, il peut aussi servir de plateforme de commandement pour des missions de sécurité intérieure. Il est équipé pour cela des systèmes IDS Command and Control (C2) System et C4ISR. C’est la base de la Coast Guard Air Station Miami qui a reçu le premier HC-144A's opérationnel. Cet avion est désigné comme CASA CN-235 en Espagne. |

### Hélicoptère
| Aéronef       | Photo | Origine | Rôle                                  | Version      | Quantité | Note |
| ------------- | ----- | ------- | ------------------------------------- | ------------ | -------- | --- |
| HH-60 Jayhawk |       | USA     | Hélicoptère de recherche et sauvetage | HH-60JMH-60T | 41       | Il y a 42 Jayhawks dans la flotte des Garde-côtes, dont 35 opérationnels. Un certain nombre de MH-60s doit être modernisé vers le modèle MH-60T. |
| HH-65 Dolphin |       | France  | Hélicoptère de recherche et sauvetage | MH-65DMH-65E | 101      | Dans le cadre de la Conversion des H-65 en cours, tous les HH-65B ont été mis à jour vers la configuration HH-65C, équipé avec des moteurs Turbomecca Arriel 2C2. La version MH-65D est actuellement livrée aux bases aériennes des Garde-côtes et le modèle de MH-65E devrait être livré courant 2014. |

## United States Marine Corps

### Avion
| Aéronef       | Photo | Origine | Rôle               | Version               | Quantité | Note |
| ------------- | ----- | ------- | ------------------ | --------------------- | -------- | --- |
| F/A-18 Hornet |       | USA     | Avion de chasse    | F/A-18AF/A-18CF/A-18D | 488695   | Doivent être remplacés par 80 F-35C                                                                                        |
| KC-130        |       | USA     | Avion ravitailleur | KC-130J               | 60       | Les variantes KC-130F/R/T remplacées par la version KC-130J en 2021. 86 KC-130J commandés au total, en cours de livraison. |
| Cessna UC-35  |       | USA     | Avion de transport | UC-35CUC-35D          | 210      | |

### Hélicoptère
| Aéronef               | Photo | Origine | Rôle                     | Version | Quantité | Note                                              |
| --------------------- | ----- | ------- | ------------------------ | ------- | -------- | ------------------------------------------------- |
| AH-1Z Viper           |       | USA     | Hélicoptère d'attaque    | AH-1Z   | 28       | 189 planifiés                                     |
| CH-53E Super Stallion |       | USA     | Hélicoptère de transport | CH-53E  | 139      | Doivent être remplacés par 225 CH-53K début 2018. |
| UH-1Y Venom           |       | USA     | Hélicoptère de transport | UH-1Y   | 31       | 160 planifiés                                     |
| VH-3 Sea King         |       | USA     | Marine One               | VH-3D   | 11       | Utilisé comme transport présidentiel              |
| VH-60 Whitehawk       |       | USA     | Marine One               | VH-60N  | 7        |                                                   |

### VSTOL et VTOL
| Aéronef           | Photo | Origine | Rôle                   | Version | Quantité | Note                                |
| ----------------- | ----- | ------- | ---------------------- | ------- | -------- | ----------------------------------- |
| AV-8B Harrier II  |       | UK USA  | Avion d'attaque au sol | AV-8B   | 99       | Doivent être remplacés par le F-35B |
| MV-22 Osprey      |       | USA     | Avion multirôle        | MV-22B  | 126      | 360 planifiés                       |
| TAV-8B Harrier II |       | UK USA  | Avion d'entrainement   | TAV-8B  | 19       | Doivent être remplacés par le F-35B |
| F-35 Lightning II |       | USA     | Avion de chasse        | F-35B   | 21       | 340 F-35B commandés                 |

## United States Navy

### Avion
| Aéronef                | Photo | Origine | Rôle                               | Version                      | Quantité  | Note                                                      |
| ---------------------- | ----- | ------- | ---------------------------------- | ---------------------------- | --------- | --------------------------------------------------------- |
| C-2 Greyhound          |       | USA     | Avion de transport                 | C-2A                         | 34        | A terme remplacés par 44 CMV-22                           |
| Gulfstream C-20        |       | USA     | Avion de transport                 | C-20AC-20DC-20G              | 125       |                                                           |
| Gulfstream C-37        |       | USA     | Avion de transport                 | C-37AC-37B                   | 13        |                                                           |
| C-40 Clipper           |       | USA     | Avion de transport                 | C-40A                        | 11        |                                                           |
| C-130 Hercules         |       | USA     | Avion de transport                 | C-130T                       | 19        |                                                           |
| CT-39 Sabreliner       |       | USA     | Avion de transport                 | CT-39G                       | 1         |                                                           |
| E-2 Hawkeye            |       | USA     | Avion de reconnaissance            | E-2C                         | 67        | Doivent être remplacés par le E-2D courant 2014           |
| E-6 Mercury            |       | USA     | Avion de guerre électronique       | E-6B                         | 16        |                                                           |
| EA-18G Growler         |       | USA     | Avion de guerre électronique       | EA-18G                       | 96        | 114 commandés                                             |
| EP-3 ARIES II          |       | USA     | Avion de guerre électronique       | EP-3E                        | 11        |                                                           |
| F-5F/N Tiger II        |       | USA     | Avion de chasse                    | F-5FF-5N                     | 341       | Utilisé comme adversaire d'entrainement                   |
| F/A-18 Hornet          |       | USA     | Avion de chasse                    | F/A-18AF/A-18BF/A-18CF/A-18D | 742628647 | doivent être remplacés par le F-35C                       |
| F/A-18E/F Super Hornet |       | USA     | Avion de chasse                    | F/A-18EF/A-18F               | 488       | 565 planifiés                                             |
| F-35 Lightning II      | \| \| | USA     | Avion de chasse                    | F-35C                        | 4         | NAS Pax River, 260 planifiés                              |
| P-3 Orion              |       | USA     | Avion de patrouille maritime       | P-3C                         | 154       | Doivent être remplacés par le P-8                         |
| P-8 Poseidon           |       | USA     | Avion de lutte anti-sous-marine    | P-8A                         | 13        | 122 planifiés                                             |
| T-6 Texan II           |       | USA     | Avion d'entraînement               | T-6AT-6B                     | 4912      |                                                           |
| Beech T-44             |       | USA     | Avion d'entraînement               | T-44A                        | 52        |                                                           |
| T-45 Goshawk           |       | USA     | Avion d'entraînement               | T-45C                        | 218       |                                                           |
| U-1 Otter              |       | Canada  | Avion de soutien aux essais en vol | NU-1B                        | 1         | Affecté auprès de l'United States Naval Test Pilot School |
| UC-35 Citation         |       | USA     | Transport de passagers             | UC-35D                       | 1         |                                                           |
|                        |       |         |                                    |                              |           |                                                           |

### Hélicoptère
| Aéronef           | Photo | Origine          | Rôle                                                              | Version      | Quantité | Note                                               |
| ----------------- | ----- | ---------------- | ----------------------------------------------------------------- | ------------ | -------- | -------------------------------------------------- |
| HH-60 Rescue Hawk |       | USA              | Hélicoptère multi-mission                                         | HH-60H       | 49       |                                                    |
| MH-53 Sea Dragon  |       | USA              | Hélicoptère multi-mission                                         | MH-53E       | 36       |                                                    |
| MH-60 Seahawk     |       | USA              | Hélicoptère de lutte anti-sous-marineHélicoptère multi-mission    | MH-60RMH-60S | 166234   | 291 planifiés275 planifiés                         |
| SH-60 Seahawk     |       | USA              | Hélicoptère multi-mission - Hélicoptère de lutte anti-sous-marine | SH-60BSH-60F | 12960    |                                                    |
| TH-57 Sea Ranger  |       | USA              | Hélicoptère d'entrainement                                        | TH-57BTH-57C | 4485     |                                                    |
| TH-72 Lakota      |       | Union européenne | Hélicoptère d'entraînement                                        | TH-72A       | 5        | Affectés à l'United States Naval Test Pilot School |

## Dronedes forces armées des États-Unis

### Drone à voilure fixe
| Aéronef                        | Photo | Origine | Rôle                          | Version         | Quantité | Note |  |
| ------------------------------ | ----- | ------- | ----------------------------- | --------------- | -------- | --- |  |
| MQ-1 Predator                  |       | USA     | Air Force                     | MQ-1B           | 165      | ~ 120 lors de leur retrait du service en mars 2018                                                                       |  |
| MQ-1C Grey Eagle               |       | USA     | Army                          | MQ-1C           | 12       | 133 planifiés |  |
| RQ-4 Global Hawk               |       | USA     | Air Force, Navy               | RQ-4ARQ-4BMQ-4C | 37       | 66 RQ-4B planifiés, plus 68 MQ-4C,                                                                                       |  |
| RQ-7 Shadow                    |       | USA     | Army, Marine Corps            | RQ-7B           | 500      | 450 drones sont utiliés par l'US Army et 50 par l'US Marine Corps. L'US Army a commandé 68 RQ-7 Shadows supplémentaires. |  |
| MQ-9 Reaper                    |       | USA     | Air Force                     | MQ-9B           | 104      | 396 planifiés |  |
| RQ-11 Raven                    |       | USA     | Army, Marine Corps            |                 |          | |  |
| Prioria Robotics Maveric       |       | USA     | Army                          | 36              | [ 53 ]   | |  |
| RQ-170 Sentinel                |       | USA     | Air Force                     |                 |          | |  |
| McDonnell Douglas QF-4 Phantom |       | USA     | US Air Force, US Navy         | QF-4E           | 230      | Retiré du service en décembre 2016; avion de chasse retiré du service qui est utilisé comme cible d'entrainement.        |  |
| Boeing ScanEagle               |       | USA     | Navy, Marine Corps            |                 | 1        | |  |
| AeroVironment Switchblade      |       | USA     | Army, Marine Corps            |                 |          | |  |
| AeroVironment RQ-20 Puma       |       | USA     | Army, Marine Corps, Air Force |                 |          | |  |
| Lockheed Martin Stalker        |       | USA     | US SOCOM                      | Stalker XE      |          | |  |

### Drone Hélicoptère
| Aéronef         | Photo | Origine | Rôle               | Version | Quantité | Note                                            |
| --------------- | ----- | ------- | ------------------ | ------- | -------- | ----------------------------------------------- |
| MQ-8 Fire Scout |       | USA     | Marine Corps, Navy | MQ-8B   | 27       | 168 planifiés                                   |
| K-MAX           |       | USA     | Marine Corps       |         | 1        | Un appareil perdu lors d'un crash en juin 2013. |

### VSTOL et VTOL
| Aéronef               | Photo | Origine | Rôle | Version | Quantité | Note                                |
| --------------------- | ----- | ------- | ---- | ------- | -------- | ----------------------------------- |
| MMIST CQ-10 Snowgoose |       | Canada  | Army |         | 15       | 49 CQ-10 Snowgooses sont planifiés. |